# الحساوي
الحساوي ، منطقة من مناطق محافظة الفروانية في الكويت.
وهو اسم غير رسمي لجزء من منطقة جليب الشيوخ، وهو منسوب لرجل الأعمال الكويتي الراحل مبارك الحساوي عضو المجلس التأسيسي الذي كان يملك جانباً من أراضي المنطقة.